# C. M. van den Heever
Christiaan Maurits van den Heever, cunoscut și ca C. M. van den Heever, (n. 27 februarie 1902 – d. 8 iulie 1957) a fost un scriitor sud-african de limbă afrikaans.
Scrierile sale explorează drama omului care ezită între viața citadină și chemarea pământului, spaima omului în fața morții și a forțelor cosmice.

## Scrieri
- 1926: Stări sufletești ("Stemmingsure")
- 1935: Vară ("Somer")
- 1938: Flacăra pământească ("Aardse vlam")
- 1939: Fructe târzii ("Laat vrugte").